# Carrière de Guerville
Le site Natura 2000 « Carrière de Guerville »  est une zone spéciale de conservation située dans le nord du département des Yvelines en Île-de-France. Il se situe dans une ancienne carrière de craie en cours de réaménagement et s'étend sur une surface d'environ 80 hectares dans les communes de Guerville et Mézières-sur-Seine. Ce site a été proposé au réseau Natura 2000 en avril 2006 et désigné par arrêté ministériel du 2 septembre 2010.

## Habitat d’intérêt communautaire
Le site Natura 2000 de la carrière de Guerville abrite un habitat naturel d’intérêt communautaire tel que défini dans la directive habitats (directive de l’Union européenne 92/43/CEE, annexe I).
Il s'agit de pelouses sèches semi-naturelles et faciès d'embuissonnement sur calcaires (Festuco Brometalia), d’importance C (moins de 2 % des surfaces existantes en France).

## Espèce d’intérêt communautaire
Le site Natura 2000 de la carrière de Guerville abrite une seule espèce d’intérêt communautaire telles que définie dans la directive habitats, annexe II.
Il s'agit du Sisymbre couché (ou Braya couchée), Sisymbrium supinum, plante annuelle de la famille des Brassicaceae. Ce site est d’importance B (très important) pour cette espèce (présence de 2 % à 15 % de l’effectif connu en France).
Cette espèce pionnière, calcicole et héliophile colonise les carrières qui présentent des milieux favorables similaires à ceux de son habitat primaire des berges de cours d'eau. C'est sa présence qui a justifié l'inscription du site au réseau Natura 2000,.